# Хлорофиллум тёмно-бурый
Хлорофи́ллум тёмно-бу́рый (лат. Chlorophyllum brunneum) — вид грибов, отнесённый к роду Хлорофиллум (Chlorophyllum) семейства Шампиньоновые.

## Описание
Шляпка толстомясистая, диаметром 10—15 см, коричневатая, позже центр остаётся коричневым, а остальная поверхность имеет светлый фон с крупными коричневыми отстающими чешуйками.
Мякоть белая, на срезе окрашивается в оранжевый, затем в серовато-красный цвет, но не очень интенсивно.
Ножка цилиндрическая, относительно короткая и толстая, в основании имеет клубень до 5—6 см диаметром. Поверхность гладкая, белая, позже серо-коричневая.
Сведения о токсичности противоречивы — в некоторых источниках отмечается галлюциногенное действие, чаще указывается как «вероятно ядовитый» гриб.

## Экология и распространение
Почвенный сапротроф, растёт на плодородной унавоженной почве, встречается в садах, парках, оранжереях. По данным Вассера (1980) известен в Чехословакии, Венгрии и США.

## Сходные виды
Съедобные:
- Гриб-зонтик краснеющий (Chlorophyllum rhacodes) с более светлой шляпкой и более мелкими чешуйками на ней, ножка не такая массивная.